# Jonathan Legear
Jonathan Legear (Luik, 13 april 1987) is een Belgische voetballer die bij voorkeur als middenvelder speelt.

## Carrière

### Jeugd
Legear werd geboren in Luik, de stad waar hij acht jaar later zijn eerste stappen als voetballer zou zetten. Legear sloot zich aan bij het lokale FC Thier-Liège, maar mocht al na enkele jaren de overstap maken naar het Standard Luik. In 2003 ruilde hij Standard in voor RSC Anderlecht.

### RSC Anderlecht
In Anderlecht schopte Legear het tot het beloftenelftal. Een jaar na zijn komst werd hij door trainer Hugo Broos opgenomen in de A-kern. Legear debuteerde op het hoogste niveau in een competitiewedstrijd tegen KV Oostende. Na zo'n 70 minuten mocht hij invallen voor ploegmaat Goran Lovre. Legear scoorde enkele minuten later het laatste doelpunt van de wedstrijd. Het was een schitterend debuut voor de nog maar 17-jarige middenvelder, die in december 2004 mocht starten tegen Internazionale in de Champions League.
In 2005 begon het seizoen zonder Hugo Broos, want hij was vervangen door zijn assistent Franky Vercauteren. Legear kwam een heel seizoen niet meer aan spelen toe en moest wachten tot 2006/07 om terug te mogen voetballen. Hoewel zijn speelkansen vooral beperkt bleven tot invalbeurten, liet Legear toch enkele mooie dingen zien. De prestaties verdwenen echter in de schaduw van verscheidene blessures.
Na Vercauteren werd Ariël Jacobs de nieuwe hoofdtrainer bij Anderlecht, maar ook hij kreeg te maken met een wisselvallige Legear. Hoewel de Luikenaar verscheidene speelmogelijkheden kreeg, bleven de vele blessures het gespreksonderwerp van zijn nog prille carrière.
Tijdens de winterstop van het seizoen 2008/09 was er sprake van een transfer naar het Russische Dinamo Moskou. De Russen kwamen met veel geld over de brug, maar uiteindelijk bleef hij in Brussel. Op het einde van het seizoen werd hij een belangrijke pion in de titelstrijd. Anderlecht en Standard eindigden met evenveel punten en dus volgden er testwedstrijden. In de aanloop naar die belangrijke wedstrijden liet hij van zich horen met enkele ongelukkige uitspraken. Zo stak hij zijn voorliefde voor zijn ex-club Standard niet onder stoelen of banken. Maar Legear reageerde door een belangrijk doelpunt te scoren in de heenwedstrijd. De terugwedstrijd gaf Anderlecht uit handen, waardoor Standard kampioen speelde. Legear sloot de Europese campagne af als topschutter van het team. Anderlecht won op het einde van het seizoen opnieuw de landstitel. Een week later verlengde Legear zijn contract.

### Terek Grozny
Eind augustus 2011 raakte bekend dat Legear naar Terek Grozny zou vertrekken. De Tsjetsjeense club had eerder geprobeerd om Mbark Boussoufa, Legears ploegmaat, aan te trekken, maar Boussoufa koos toen voor Anzji Machatsjkala. Terek Grozny betaalde €4,5 miljoen voor de transfer van Legear.
Op financieel vlak was de transfer een groot succes; Legear verdiende bij Terek Grozny 1,8 miljoen euro per jaar. Op sportief vlak kende de Luikenaar minder voorspoed. Hij kwam amper aan spelen toe bij Grozny, verdween volledig uit beeld bij de nationale ploeg en haalde de media vooral met extra-sportieve zaken. Zo reed Legear in oktober 2012 in dronken toestand met zijn auto een tankstation in. In januari 2014 raakte een interview van Legear met Sport/Voetbalmagazine, waarin de speler zijn transfer naar Tsjetsjenië betreurde, tot bij Grozny-voorzitter Magomed Daudov. Die stelde dat Legear "de Belgische cafés miste". Legear moest 50 procent van zijn loon inleveren en kreeg te horen dat hij naar een nieuwe werkgever mocht uitkijken. Niet veel later werd het contract van Legear verbroken.

### KV Mechelen
Legear kwam tot een akkoord met Olympiakos Piraeus om vanaf juni 2014 in Griekenland aan de slag te gaan. In afwachting van de transfer werd de rechtsbuiten door zijn vroegere trainer Franky Vercauteren naar KV Mechelen gehaald. Daar werkte Legear hoofdzakelijk aan zijn conditie. Hij kwam in totaal drie keer in actie voor de Mechelse club.

### Olympiakos
In de zomer van 2014 maakte Legear de overstap naar Olympiakos, waar hij een contract tekende voor drie seizoenen.  Bij de Griekse club kreeg de Luikenaar geen speelkansen van trainer Míchel. In augustus 2014 raakte bekend dat Olympiakos hem wilde uitlenen aan een Griekse club, terwijl Legear zelf aangaf liever naar België terug te keren. Uiteindelijk werd het contract van Legear reeds in oktober 2014 verbroken. Vervolgens toonden onder meer Dynamo Kiev en Montreal Impact interesse in de rechtsbuiten.

### Blackpool
Na zijn vertrek bij de Griekse topclub begon Legear mee te trainen bij Blackpool, waar op dat ogenblik José Riga trainer was. De Belgische coach wilde zijn landgenoot graag aan zijn elftal toevoegen, maar het bestuur bood hem niet meteen een contract aan. Eind oktober 2014, na een reeks nederlagen en kritiek op het transferbeleid van de club, werd Riga aan de deur gezet. Enkele dagen later tekende Legear een contract bij de Engelse club. Hij speelde tijdens zijn verblijf geen enkele wedstrijd in het eerste elftal van Blackpool. In januari 2015 werd zijn contract ontbonden.

### Standard Luik
Hij kwam in januari 2015 zonder club te zitten nadat Blackpool en hij in overleg zijn contract ontbonden.  Op 2 februari 2015 werd José Riga voorgesteld als de nieuwe coach van Standard Luik. Dezelfde dag werd ook de transfer van Legear bekendgemaakt. Uiteindelijk kwam Legaer in zijn eerste seizoen nog 3 maal in actie in PO1, telkens met korte invalbeurten.
Legaer scoorde in zijn tweede seizoen bij Standard in de Clasico tegen zijn ex-club Anderlecht. Standard won met het kleinste verschil (1-0).
In Luik werd er een speler door Standard-voorzitter Bruno Venanzi beschuldigd dat deze de coach omkocht om te mogen spelen. De Franstalige krant Sudpresse schreef dat de betrokken speler Jonathan Legaer was. Legaer trok naar de rechtbank en spande een zaak aan tegen de krant. Uiteindelijk heeft Legaer de zaak gewonnen tegen de krant die hem belasterd heeft. Ze werden veroordeeld tot het betalen van een schadevergoeding en het publiekelijk bekend te maken dat het verhaal niet klopte.

### STVV
In augustus 2017 tekende hij een contract bij STVV. Legear speelde over anderhalf seizoen 37 wedstrijden waarin hij 6 maal scoorde en 8 assists gaf. Legear zijn eerste seizoen bij STVV was goed, in zijn tweede seizoen viel hij meestal buiten de kern, dit was onder andere dankzij transferperikelen. In dat tweede seizoen wist Leagear niet te scoren en gaf hij ook geen assists, hij speelde ook maar 9 wedstrijden en vertrok in de winter naar Adana Demirspor.

### Nationale ploeg
Legear debuteerde op 8 oktober 2010 in de nationale ploeg. Bondscoach Georges Leekens selecteerde hem voor de EK-kwalificatiewedstrijd tegen Kazachstan en gunde de rechtsbuiten in de tweede helft een invalbeurt. Legear was de honderdste speler van Anderlecht die uitkwam voor de Rode Duivels.

## Persoonlijk leven
Op 7 oktober 2012 veroorzaakte Legaer een auto-ongeluk, waarbij hij in dronken toestand met zijn Porsche in een Esso-tankstation in Tongeren terechtkwam na het abusievelijk omwisselen van gas- en rempedaal.
Legaers rijbewijs werd voor twee weken ingetrokken. De totale kosten aan het tankstation worden volgens Esso tussen de 250.000 en 300.000 euro geraamd.
In 2009 werd Legaer gestraft met vijftig uur gemeenschapsdienst nadat hij met zijn wagen in een huis reed na een avondje uit.

## Statistieken

### Jeugdspeler
- 1994-1998 : FC Thier-Liège
- 1998-2003 : Standard Luik
- 2003-2004 : RSC Anderlecht

### Prof
| Seizoen         | Club            |                      | Competitie             | Competitie | Competitie | Supercup | Supercup | Beker | Beker | Internationaal | Internationaal | Totaal | Totaal |
| Seizoen         | Club            | Wed.                 | Competitie             | Dlp.       | Wed.       | Dlp.     | Wed.     | Dlp.  | Wed.  | Dlp.           | Wed.           | Dlp.   |        |
| --------------- | --------------- | -------------------- | ---------------------- | ---------- | ---------- | -------- | -------- | ----- | ----- | -------------- | -------------- | ------ | ------ |
| 2004/05         | RSC Anderlecht  | Vlag van België      | Eerste Klasse          | 8          | 1          | 1        | 0        | 1     | 0     | 1              | 0              | 11     | 1      |
| 2005/06         | RSC Anderlecht  | Vlag van België      | Eerste Klasse          | 0          | 0          | —        | —        | 0     | 0     | 0              | 0              | 0      | 0      |
| 2006/07         | RSC Anderlecht  | Vlag van België      | Eerste Klasse          | 21         | 2          | 0        | 0        | 4     | 0     | 4              | 0              | 29     | 2      |
| 2007/08         | RSC Anderlecht  | Vlag van België      | Eerste Klasse          | 19         | 2          | 0        | 0        | 2     | 1     | 8              | 0              | 29     | 3      |
| 2008/09         | RSC Anderlecht  | Vlag van België      | Eerste Klasse          | 28         | 6          | 0        | 0        | 1     | 1     | 1              | 0              | 30     | 7      |
| 2009/10         | RSC Anderlecht  | Vlag van België      | Eerste Klasse          | 24         | 4          | —        | —        | 2     | 0     | 10             | 6              | 36     | 10     |
| 2010/11         | RSC Anderlecht  | Vlag van België      | Eerste Klasse          | 23         | 5          | 1        | 0        | 0     | 0     | 7              | 1              | 31     | 6      |
| 2011/12         | RSC Anderlecht  | Vlag van België      | Eerste Klasse          | 2          | 0          | —        | —        | 0     | 0     | 1              | 1              | 3      | 1      |
| 2011/12         | Terek Grozny    | Vlag van Rusland     | Premjer-Liga           | 8          | 0          | —        | —        | 0     | 0     | —              | —              | 8      | 0      |
| 2012/13         | Terek Grozny    | Vlag van Rusland     | Premjer-Liga           | 8          | 1          | —        | —        | 0     | 0     | —              | —              | 8      | 1      |
| 2013/14         | Terek Grozny    | Vlag van Rusland     | Premjer-Liga           | 6          | 0          | —        | —        | 0     | 0     | —              | —              | 6      | 0      |
| 2013/14         | KV Mechelen     | Vlag van België      | Eerste Klasse          | 3          | 0          | —        | —        | 0     | 0     | —              | —              | 3      | 0      |
| 2014/15         | Olympiakos      | Vlag van Griekenland | Super League           | 0          | 0          | —        | —        | 0     | 0     | —              | —              | 0      | 0      |
| 2014/15         | Blackpool FC    | Vlag van Engeland    | Championship           | 0          | 0          | —        | —        | 0     | 0     | —              | —              | 0      | 0      |
| 2014/15         | Standard Luik   | Vlag van België      | Eerste Klasse          | 3          | 1          | —        | —        | —     | —     | —              | —              | 3      | 1      |
| 2015/16         | Standard Luik   | Vlag van België      | Eerste Klasse          | 10         | 2          | —        | —        | 4     | 0     | 1              | 0              | 15     | 2      |
| 2016/17         | Standard Luik   | Vlag van België      | Eerste Klasse          | 14         | 1          | 1        | 0        | 0     | 0     | 1              | 0              | 16     | 1      |
| 2017/18         | Standard Luik   | Vlag van België      | Eerste Klasse          | 0          | 0          | —        | —        | 0     | 0     | —              | —              | 0      | 0      |
| 2017/18         | STVV            | Vlag van België      | Eerste Klasse          | 28         | 6          | —        | —        | 0     | 0     | —              | —              | 28     | 6      |
| 2018/19         | STVV            | Vlag van België      | Eerste Klasse          | 9          | 0          | —        | —        | 0     | 0     | —              | —              | 9      | 0      |
| 2018/19         | Adana Demirspor | Vlag van Turkije     | TFF 1. Lig             | 7          | 1          | —        | —        | 0     | 0     | —              | —              | 7      | 1      |
| 2019/20         | URSL Visé       | Vlag van België      | Eerste klasse amateurs | 6          | 0          | —        | —        | 0     | 0     | —              | —              | 6      | 0      |
| Carrière totaal | Carrière totaal | Carrière totaal      | Carrière totaal        | 227        | 32         | 3        | 0        | 14    | 2     | 34             | 8              | 278    | 42     |

### Lijst van interlands
| Nr° | Interland         | Datum           | Uitslag | Speelminuten                          | Goals | Assists | Geel | Rood |
| --- | ----------------- | --------------- | ------- | ------------------------------------- | ----- | ------- | ---- | ---- |
| 1   | Kazachstan-België | 8 oktober 2010  | 0-2     | 12 (ingevallen in 78' voor Van Damme) | 0     | 0       | /    | /    |
| 2   | België-Oostenrijk | 12 oktober 2010 | 4-4     | 90                                    | 0     | 1       | /    | /    |

## Erelijst[17]
| Competitie        | Aantal         | Jaren                     |
| RSC Anderlecht    | RSC Anderlecht | RSC Anderlecht            |
| ----------------- | -------------- | ------------------------- |
| Belgisch kampioen | 3x             | 2006/07, 2009/10, 2011/12 |
| Beker van België  | 1x             | 2007/08                   |
| Standard Luik     |                |                           |
| Beker van België  | 1x             | 2015/16                   |